# Primera Guerra Carib
La Primera Guerra Carib (1769-1773) fou un conflicte militar entre els caribs (indígenes de Saint Vincent i les Grenadines) i l'Imperi Britànic. Aquest conflicte succeí en el marc de la colonització britànica de l'actual estat caribeny. El líder de les forces caribs fou el cap carib negre Joseph Chatoyer. Els caribs defensaven la zona de sobrevent i del centre de l'illa, que és la que estava en les seves mans i que els britànics volien ocupar, ja que era el territori que disponia les millors terres per al cultiu.
Els britànics van llançar una expedició militar contra els caribs el 1769 després que els caribs negres no responguessin afirmativament a la demanda que se'ls havia fet diverses vegades que venguessin les seves terres als colons i representants britànics. El 1772 els britànics van tornar a enviar una altra expedició militar, aquest cop més important contra els caribs amb l'objectiu de subjugar-los i deportar-los de l'illa. Tot i això, com que els britànics no coneixien l'illa que tenia un terreny muntanyós difícil, a la defensa efectiva dels caribs negres i a l'oposició política dels anglesos de la metròpolis (Londres), aquesta expedició militar va acabar sense tenir èxit. El 1773 els britànics van firmar un acord de pau que va delimitar les fronteres entre la zona carib i la zona britànica. Els britànics es van veure obligats a firmar un armistici, ja que no van aconseguir la victòria en aquesta guerra.

## Conseqüències
Després que el 1779 els francesos reconquerissin l'illa i que degut al Tractat de París de 1783 la tornessin a perdre i tornés a mans britàniques, hi va haver la Segona Guerra Carib entre els caribs (i els seus aliats francesos) i els britànics entre 1795 i 1797.